# Igreja de São João de Almedina

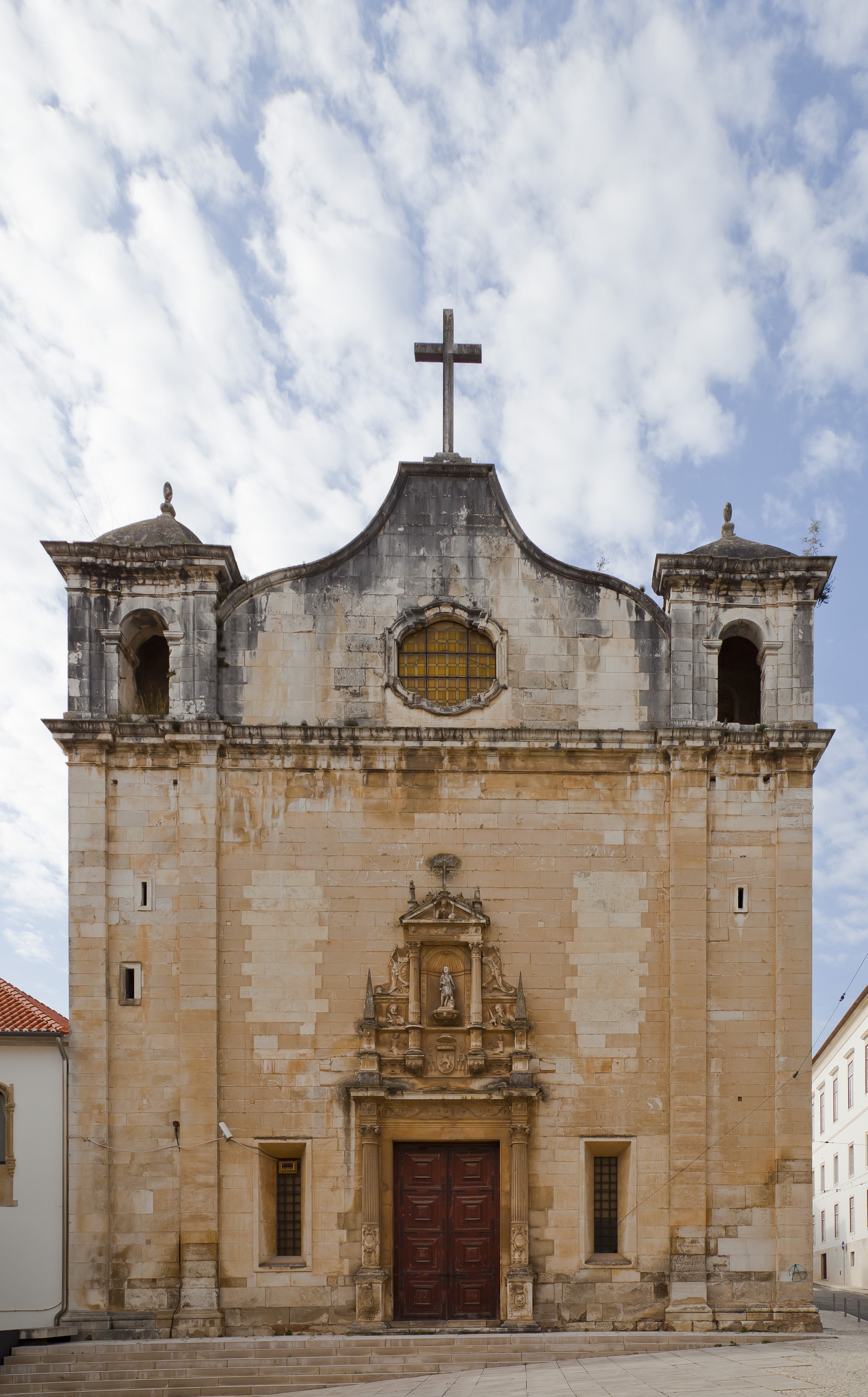
Igreja de São João de Almedina, Coimbra.

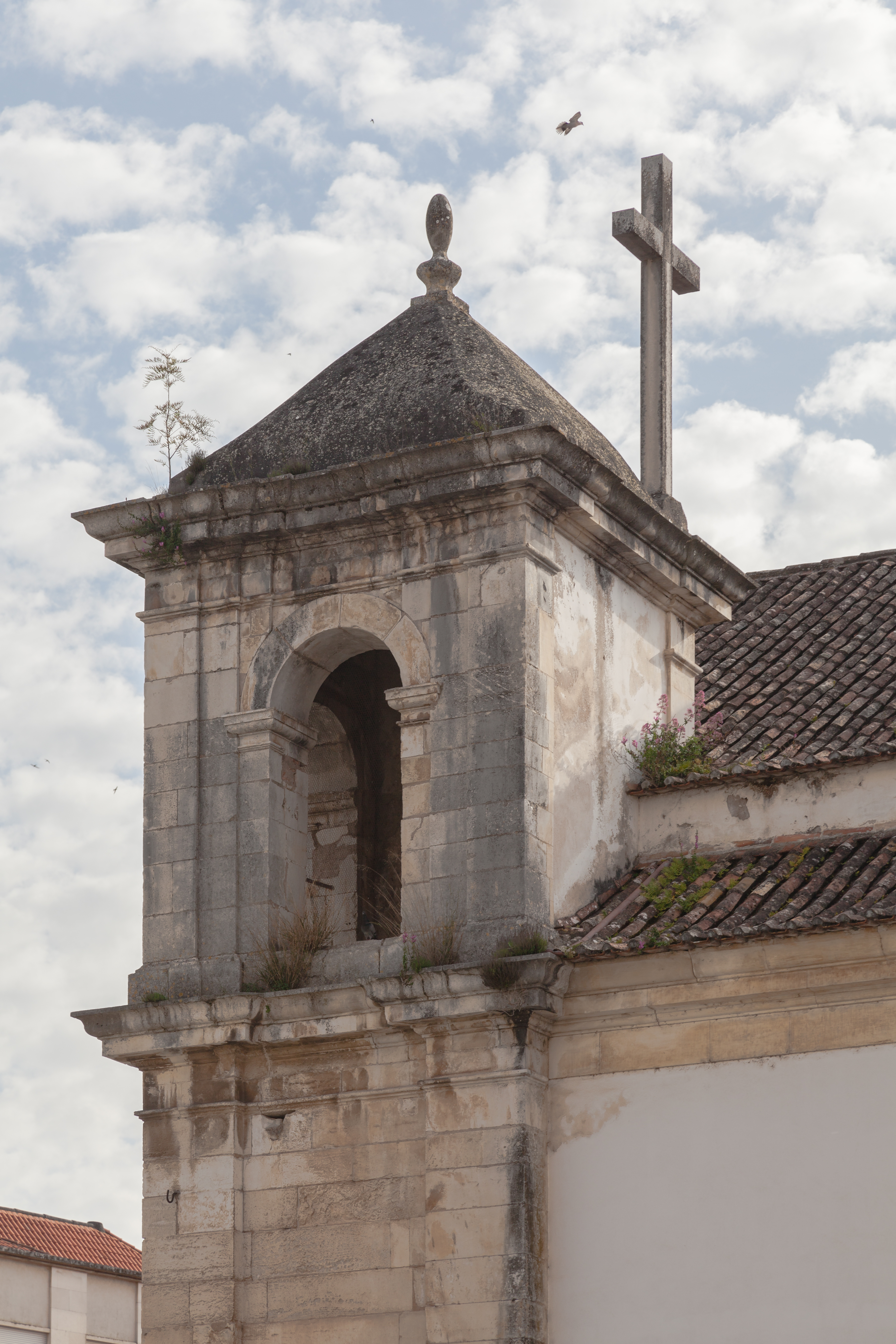
Detalhe da torre do sino.

A Igreja de São João de Almedina integra o conjunto do Palácio Episcopal de Coimbra (onde está instalado o Museu Nacional de Machado de Castro), na antiga freguesia da Sé Nova, na cidade e no Município de Coimbra, no Distrito de Coimbra, em Portugal.

## História
Um templo no local remonta ao século XI, e já existia possivelmente em 1064, a par da vizinha Igreja de São Salvador mencionada em documento datado desse ano. A referência mais antiga à Igreja de São João de Almedina data de 1083.
Acredita-se que aquele primitivo templo terá sido substituído pela "ecclesia nova" que o conde Sesnando Davides, reconquistador e governador de Coimbra, se propôs custear, conforme disposto em seu testamento, datado de 1087.
Posteriormente, entre 1128 e 1131 teve lugar uma campanha de obras, por iniciativa do então bispo da Diocese de Coimbra, D. Bernardo (1128-1146). Desconhece-se a natureza e extensão dessas obras, podendo admitir-se que date de então o claustro parcialmente conservado e posto a descoberto no século XX, quando o paço episcopal foi adaptado à função de museu. Nessa mesma ocasião, vieram à luz alguns vestígios da igreja românica que se sabe ter sido sagrada entre 1192 e 1206. A sua construção deverá ter-se iniciado apenas quando a nova catedral da cidade já estava aberta ao culto, ou seja, na década de 1170, tendo então a Igreja de São João exercido as funções de Sé.
O templo românico foi completamente arrasado quando da reconstrução de finais do século XVII, que lhe conferiu as atuais feições.